# Ayako Nakano
Ayako Nakano –en japonés, 中野亜弥子, Nakano Ayako– (3 de abril de 1973) es una deportista japonesa que compitió en natación. Ganó dos medallas de plata en el Campeonato Pan-Pacífico de Natación de 1991, en las pruebas de 4 × 100 m libre y 4 × 200 m libre.

## Palmarés internacional
| Campeonato Pan-Pacífico | Campeonato Pan-Pacífico | Campeonato Pan-Pacífico | Campeonato Pan-Pacífico |
| Año                     | Lugar                   | Medalla                 | Prueba                  |
| ----------------------- | ----------------------- | ----------------------- | ----------------------- |
| 1991                    | Edmonton (Canadá)       | Medalla de plata        | 4 × 100 m libre         |
| 1991                    | Edmonton (Canadá)       | Medalla de plata        | 4 × 200 m libre         |